# ミス・グランド・ジャパン OG会
ミス・グランド・ジャパンOG会（みす・ぐらんど・じゃぱんおーじーかい）は、ミス・グランド・ジャパン事務局管轄の元、現ファイナリストのサポートや、ミス・グランド・ジャパンの更なる発展を遂げるための活動を行う。

## ミス・グランド・ジャパン
世界最大級のミスコンテスト『ミス・グランド・インターナショナル』の日本大会である『ミス・グランド・ジャパン』
運営代表は、吉井絵梨子。
「内面美を兼ね備えた美しく健康」で、「強い意志」を持った女性を発掘・育成。
美しさとともに、生涯を通して社会で活躍できる人材を育成することを目的にしている。